# Glossonema boveanum
Glossonema boveanum är en oleanderväxtart. Glossonema boveanum ingår i släktet Glossonema och familjen oleanderväxter.

## Underarter
Arten delas in i följande underarter:
- G. b. boveanum
- G. b. nubicum